# Sigurd (Comic)
Sigurd, der ritterliche Held ist ein von Hansrudi Wäscher 1953 für den Walter Lehning Verlag geschaffener Comic-Held. Er ist unter den Wäscher-Helden der bekannteste, älteste und der mit den meisten Abenteuern.

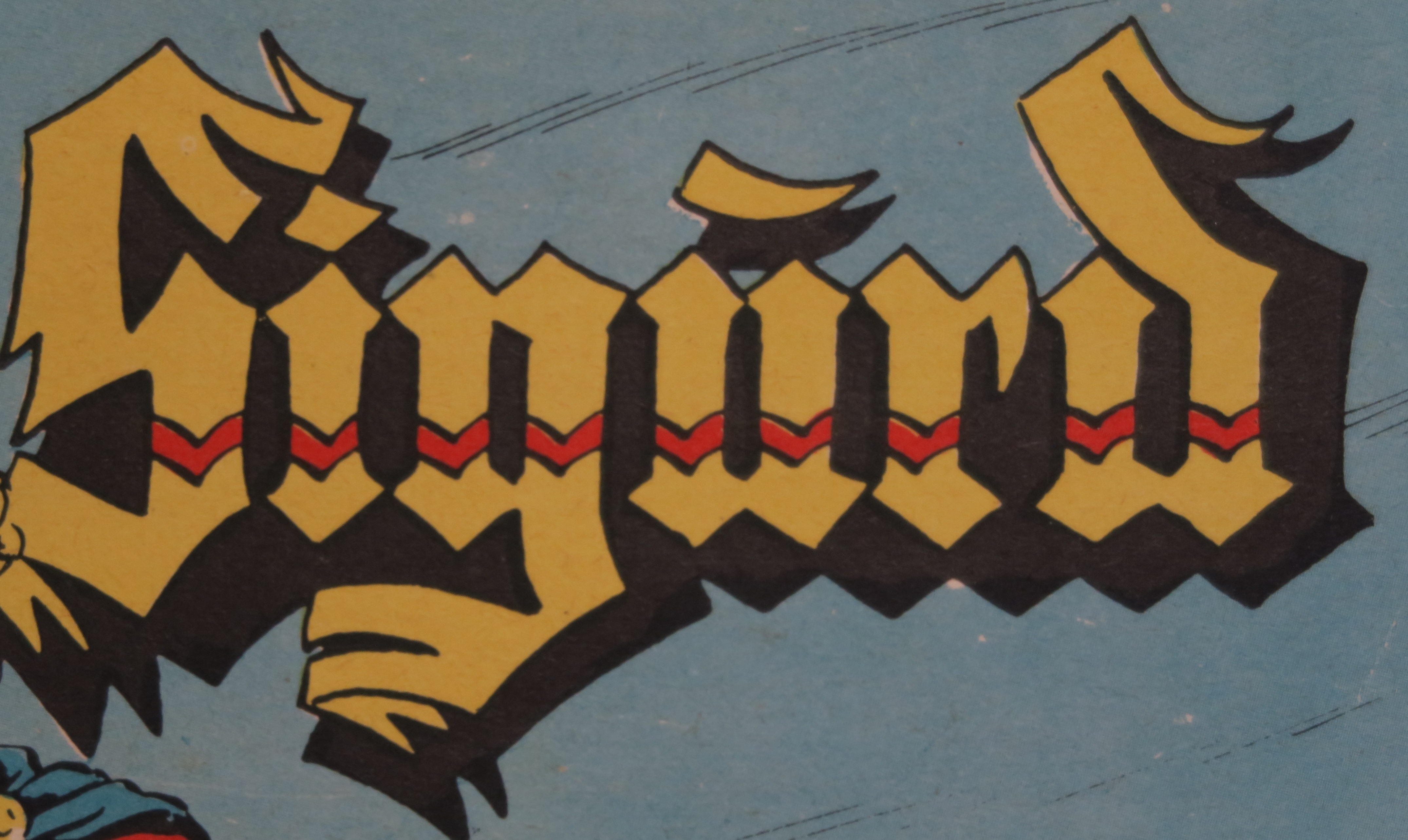
Sigurd

## Inhalt
Der Ritter Sigurd von Eckbertstein trägt eine immer flott frisierte, blonde Haartolle, die immer auf die Seite fällt, in die Sigurd gerade blickt. Seine Freunde sind Bodo, der sich dank der Großmut des Titelhelden von dessen Feind zum Freund gewandelt hat, und Cassim, dem Sigurd einst das Leben rettete. Sein Erzfeind ist Ritter Laban. Die ursprünglich von Wäscher geplante lockere Adaption des Nibelungenliedes konnte er gegen die Verlagsvertreter nicht durchsetzen.

## Veröffentlichungen

### Walter Lehning Verlag
Von Oktober 1953 bis Februar 1960 erschienen 324 Piccolos; zum Einzelpreis von 20 Pfg. Von diesen wurden die Hefte 54 und 269 von der Bundesprüfstelle für jugendgefährdende Schriften indiziert. Die ersten 12 Hefte waren in schwarz-rot-weiß gedruckt, ab Nummer 13 waren die Geschichten in schwarz/weiß.
Von Juni 1958 bis April 1968 wurde eine weitere Reihe mit 257 Großbänden veröffentlicht. Anfangs wurden die Piccolos nachgedruckt (Nummer 1–124), allerdings wurden ca. 70 Piccolos ausgespart, ab der Nummer 125 erschienen neue Fortsetzungsgeschichten. Die Großbände waren komplett in Farbe.
Durch die Insolvenz des Walter Lehning Verlages 1968 endete mit Nummer 257 die Sigurd-Grossbandreihe wie viele anderen zu der Zeit laufenden Serien des Lehning Verlages abrupt und ohne Abschluss.
Von 1958 bis 1960 erschienen in der Serie Harry – Die bunte Jugendzeitschrift als Fortsetzung die beiden Sigurd-Abenteuer Spuk auf Schloss Falkenstein und Das Geheimnis der Donarbucht.
Von 1961 bis 1963 erschien die 2. Piccoloserie mit 87 Heften zum Einzelpreis von 30Pfg. Grundsätzlich war die 2. Piccoloserie ein Nachdruck der Piccolos von 1953, jedoch wurden dermaßen viele Veränderungen und Kürzungen vorgenommen, das diese Serie von Sigurd Fans als eine unabhängige Serie eingestuft wird.
Parallel dazu erschienen in der Reihe Piccolo-Sonderband insgesamt 6 neue Sigurd Einzelabenteuer mit den Nummern:
02. Insel der Dämonen
08. Der letzte Pfeil
15. Das Geisterschiff
18. König der Berge
22. Schatten über Hohenstein
27. Bund der schwarzen Teufel
In der Reihe Bild Abenteuer erschienen insgesamt 9 Einzelabenteuer, von denen zwei aber Nachdrucke von Piccolo Sonderbänden waren.
01. Schatten über Hohenstein (Nachdruck Piccolo-Sonderband)
03. Bund der schwarzen Teufel (Nachdruck Piccolo-Sonderband)
12. Gefährlicher Tausch
15. Tödliche Briefe
21. Der Schatz unter dem Salz
27. Der Mann mit der Ledermaske
33. Die Prophezeiung des Eremiten
39. Unheimliche Wiederkehr
45. Cassim bewährt sich
Weiterhin wurde 1965 noch einen Sigurd Sonderband veröffentlicht. Dieser umfasste neben der von Hansrudi Wäscher illustrierten Erzählung Wetterleuchten über Burg Falkenfels auch einen neuen abgeschlossenen Comic mit dem Titel Der geheimnisvolle Bär.
Bis auf wenige Ausnahmen stammten sowohl Text als auch Zeichnungen der im Walter Lehning Verlag veröffentlichten Sigurd-Comics von Wäscher. Zur Anfangszeit lieferte Gerhard Adler die Texte, bis Wäscher, dessen Stärke laut Andreas C. Knigge eher im textlich-inhaltlichen als im grafischen Bereich lag, auch diese Aufgabe übernahm. Während Wäschers Hochzeitsreise sprang Walter Kellermann für ihn ein, sodass dieser für die Heftnummern 202 bis 206 verantwortlich war.

### Lehning Drachen Verlag
Der erste Nachdruck der Sigurd Großbände erschien 1971 im Lehning Drachen Verlag. Es erschienen insgesamt 7 Hefte mit Aussparungen der Grossbandreihe von 1958. Die Titelbilder wurden übernommen, der Titelkopf war grün statt bei Lehning blau.

### Abi Melzer Verlag
1976 wurden 20 Hefte (Lehning Großband 125–144) vom Melzer-Verlag nachgedruckt. Die Melzer Hefte werden bis heute aufgrund ihrer schlechten Farb- und Druckqualität von Sammlern eher gemieden. Die Restexemplare wurden als Sammelbände verkauft. Es existiert ein Sammelband mit den Heften 1–4 und ein weiterer mit den Heften 1–5.

### Comic Buch Club CBC
Der erste komplette Nachdruck der ersten Piccoloreihe erschien von 1977 bis 1978 im CBC. Als Besonderheit zeichnete Hansrudi Wäscher ein neues Heft mit der Nummer 325. In dem Heft treffen Sigurd und seine Freunde auf den zeitreisenden Nick, dem Weltraumfahrer (ebenfalls eine erfolgreiche Serienfigur von Wäscher für den Lehning Verlag).
Weiterhin wurden 1978 die Piccolo Sonderbände 2 "Sigurd auf der Insel der Dämonen" und 15 "Sigurd - Das Geisterschiff" nachgedruckt.

### Rolf Schumann
1979 hat Rolf Schumann einen selbst erdachten und selbst gezeichneten Sigurd Comic mit der Nummer 258 als Abschluss der Lehning Grossbandreihe im Eigenverlag herausgegeben.

### Norbert Hethke Verlag und Nachfolger
Der Norbert Hethke Verlag publizierte zunächst Nachdrucke verschiedener Comicserien der 1950er und 1960er Jahre, nicht nur die Publikationen des Lehning Verlages, und begann später mit der Veröffentlichung komplett neuer Geschichten der alten Hansrudi Wäscher – Helden.

#### Die Veröffentlichungen in der Sprechblase
Unter dem Titel Comic-Börse gab Norbert Hethke zunächst eine reine Verkaufsliste für seinen Comichandel heraus. Ab der Nummer 5 begann Hethke, Kurzgeschichten in Fortsetzung mit in der Comic Börse zu veröffentlichen. Mit Erscheinen der Nummer 10 erfolgte die Umbenennung in "Die Sprechblase". Ab dieser Nummer erfolgte eine komplette Umstrukturierung weg
von der Preisliste hin zu einem Magazin für Comic Sammler im deutschsprachigen Raum.
Der erste Sigurd Nachdruck erfolgte in den Comic Börse Nummern 7 bis 9 und der Sprechblase 10 und umfasste das Einzelabenteuer "Spuk auf Schloss Falkenstein" aus Harry - Die bunte Jugendzeitschrift.
In den Sprechblasen 11–20 wurde das Abenteuer "Das Geheimnis der Donarbucht" nachgedruckt, das ebenfalls zuerst in Harry erschienen ist.
In den Sprechblasen 66–69 wurde das erste komplett neue abgeschlossene Sigurd Abenteuer "Insel des Grauens" veröffentlicht.
Bereits in den Sprechblasen 74–77 erschien das zweite neue Sigurd Abenteuer "Graf Felsingens Vermächtnis".
In der Sprechblase 150 wurde das Sigurd Jugendabenteuer "Die Wolfsjagd" erstveröffentlicht.
In den Sprechblasen 229–236 wurde ein komplett neuer Sigurd Comic mit dem Titel "Der Fluch von Rothenstein" in Fortsetzungen veröffentlicht. Hier wurde von den Machern aufgezeigt, wie Sigurd in dem Zeichenstil der aktuellen Zeit aussehen würde,.
Neben den oben angeführten Sigurd Veröffentlichungen ist die Sprechblase eine umfassende Quelle für redaktionelle Beitrag über Hansrudi Wäscher, seine Helden, den Lehning Verlag, ein mehrteiliges Sigurd Lexikon, ausländische Publikationen, Interviews, Checklisten, unveröffentlichte Bilder, Titelbilder, Fragmente und vieles mehr. Dies gilt ebenfalls für das seit 1998 erscheinende Magazin des Hansrudi Wäscher Fanclubs Bayern und dem seit 2008 erscheinenden Magazin "Sammlerherz" der Comic Nostalgie Freunde.

#### Einzelbandveröffentlichungen
Im Jahr 1980 erschien im Hethke Verlag das gebundene Buch "Sigurd - Bibliothek der großen Comics" Neben vielen redaktionellen Artikeln wurde in dem Buch die beiden "Harry" Geschichten erneut abgedruckt.
Im Jahr 1982 erschien ebenfalls als gebundenes Buch das bislang noch nie erschienene Einzelabenteuer "Ein schlechter Verlierer". Ergänzt wurde das Buch um eine umfassende Sigurd Checkliste.
Im Jahr 1985 erschien als gebundene Ausgabe das Sprechblasen-Abenteuer "Insel des Grauens".

#### Piccoloserien
In den Jahren 1981–1982 veröffentlichte Norbert Hethke einen erneuten Nachdruck der 1. Sigurd Piccoloserie. Hier wurde ebenfalls die 1978 beim CBC erschienene Nummer 325 nachgedruckt, jedoch mit einem neuen Titelbild. Während auf dem Titelbild der CBC Ausgabe das Raumschiff von der linken Seite in das Bild geflogen kommt, ist auf dem Hethke Titelmotiv das Raumschiff im Anflug von rechts. Im November 2008 erschien für die Interessengemeinschaft Comic Strip e. V. (INCOS) eine Farbausgabe der Nummer 325.
In den Jahren 1993–2000 wurden die Piccolos 1–324 der 1. Serie erneut nachgedruckt. Dies gilt bislang als der qualitativ hochwertigste Nachdruck der Serie. Die ersten 12 Bände wurden in den Originalfarben wiedergegeben.
Im Jahr 2005 startete der Nachdruck der 2. Piccoloserie im Hethke Verlag. Ab der Nummer 71 wurde die Reihe von Thomas Götze weitergeführt, da mit dem Tod Norbert Hethkes der Hethke Verlag Ende 2007 alle Aktivitäten einstellte. Bei den ersten 70 Piccolos, die bei Hethke erschienen sind, erhielt die Nummer 9 einen anderen Titel, bei 31 Piccolos hat Hansrudi Wäscher neue Titelbilder gezeichnet. Thomas Götze führte die Reihe bis Nummer 87 (der letzten Lehning Nummer) und darüber hinaus bis Nummer 93 fort. Die Nummern 88–93 entsprechen den Piccolos 98–103 der ersten Serie, wobei Hansrudi Wäscher die Nummer 93 als Abschluss der Serie neu gestaltete und für diese Hefte neue Titelbilder zeichnete. Von der Nummer 93 gibt es zwei Varianten mit unterschiedlichen Titelbildern.
Im Jahr 1995 startete der Norbert Hethke Verlag die 3. Piccoloserie mit komplett neuen Abenteuern, Hansrudi Wäscher sagte zu, die ersten 100 Hefte der Serie zu zeichnen. Ab der Nummer 101 wurden die Hefte von dem Argentinier Daniel Müller gezeichnet. Die Abenteuer stammten aus der Feder Ingraban Ewalds. Mit Erscheinen der Nummer 326 endete die Herausgabe im Norbert Hethke Verlag, da auch diese Serie von der Schließung des Hethke Verlages betroffen war. Der Ingraban Ewald Verlag setzte die Reihe ab der Nummer 326a fort. Im Frühjahr 2024 wurde die Serie mit der Nummer 550 beendet.
Die ersten zehn Bände erschienen als Beilage zu den Sprechblasen 133–142. Von der Nummer 5 existiert eine Variante mit Ende. Von der Nummer 100 existiert eine signierte Ebay Variante. Von der Nummer 200 existiert eine Jubiläumscovervariante. Da rein rechnerisch die Nummer 174 der 3. Piccoloserie das 500. Sigurd Piccolo darstellte, wurde eine Jubiläumsvariante mit der Nummer 500 produziert. Da einige Nummern auch auf dem Sammlermarkt fast nicht mehr zu erhalten sind, wurden die Nummern 300–326 mit neuen Titelbildern im Ingraban Ewald Verlag neu veröffentlicht.

#### Großbände
1983 startete der Norbert Hethke Verlag den Nachdruck der Sigurd Lehning Grossbandreihe in Buchform (gelbe Reihe) mit je 5 Heften pro Band. Dabei plante er ursprünglich, die neuen Abenteuer aus den Großbänden, also beginnend mit Nummer 125, zu veröffentlichen. Auf wiederholten Wunsch der Sammlerszene entschied sich der Verlag, auch die ersten 124 Hefte in dieser Form zu bringen. So wurde nach Erscheinen der ersten 6 Bücher die weitere Herausgabe gestoppt, um erst die Nummern 1–124 in insgesamt 25 Büchern (grüne Reihe) zu veröffentlichen. Um Chaos bei der Nummerierung zu vermeiden, wurden die Bücher mit einer führenden Null versehen, also 01–025. In dem letzten Band wurde neben den Heften 121–124 das Einzelabenteuer "Der geheimnisvolle Bär" aus dem Sigurd Sonderband von 1965 und ein Sigurd Portfolio abgedruckt.
Danach wurde die Herausgabe der weiteren Großbände ab Buch Nummer 7 fortgesetzt. Mit Band 28 wurde die Reihe abgeschlossen. Während in den Büchern 9–12 statt 5 immer 6 Hefte abgedruckt waren, enthielten die Bände 19–28 nur noch jeweils vier Großbände. Für diese Neuveröffentlichung hat Hansrudi Wäscher für den Abschluss der Serie das Heft 258 mit dem Titel "Gefährliche Hilfe" neu gezeichnet. Dieses Heft wurde in Band 28 der Reihe erstmalig abgedruckt.
1993 startete Norbert Hethke den Nachdruck der Sigurd-Grossbandreihe in Heftform. Hier wurden aber die 70 Piccolos, die bei Lehning ausgespart wurden, in die Reihe integriert, so dass die Nummerierung ab Nummer 13 nicht mehr deckungsgleich mit der Original Serie war und die Serie 296 statt 258 Hefte umfasste. Für die eingefügten Hefte zeichnete Hansrudi Wäscher neue Titelbilder. Bei der Originalserie wurde die Titelleiste ab der Nummer 51 durch die blaue Kopfleiste ersetzt, die bis zum Ende der Serie beibehalten wurde (bis auf zwei Hefte mit grüner Titelleiste). Die Neuausgabe bei Norbert Hethke behielt für alle Hefte die "alte" Titelleiste bis zum Abschluss der Serie bei. In einigen Heften sind zusätzlich, meist ganzseitige, neu gezeichnete Bilder in den Handlungsbogen integriert worden.
Die Serie endete jedoch nicht mit Nummer 296, Es folgten im Hethke Verlag noch die Hefte 297–324, in denen das letzte Laban Abenteuer, das zuerst in der Sigurd Sonderband Reihe erschienen ist, neu aufgelegt wurde. Diese Hefte waren im Gegensatz zu den ersten 296 in schwarz/weiß gedruckt und wiederum mit neuen Titelbildern versehen.
Bei Einstellung der Serie im Walter Lehning Verlag existierten bereits die Rohentwürfe für die nächsten vier Nummern, davon ist die geplante Nummer 261 nahezu vollständig erhalten geblieben. Auf Basis dieses Heftes hat Ingraban Ewald die Fortsetzung der Großbandserie neu entwickelt und seit März 2015 erscheinen neue Fortsetzungen der Sigurd Großbandreihe. Dabei wurde das von Hansrudi Wäscher gezeichnete Heft Nummer 258 "Gefährliche Hilfe" komplett als Überleitung für den neuen Handlungsbogen neu gezeichnet. Die bis heute erscheinenden neuen Abenteuer werden in 2 Varianten verlegt. Zum einen beginnend mit der Nummer 258 im Layout der Original Großbband Serie von Lehning. Aktuell (August 2024) liegt
die Lehning-Variante bei Nummer 299. Zum anderen für die Sammler der erweiterten Hethke Großband Ausgabe beginnend mit Nummer 296 im Design der Hethke Ausgabe. Die Hethke Ausgabe liegt aktuell bei Nummer 337. Inhaltlich unterscheiden sich die Hefte nicht, jedoch haben sie neben der unterschiedlichen serientypischen Kopfleiste verschiedene Titelbilder.
Um einen reibungslosen Übergang des alten und des neuen Handlungsstranges zu gewährleisten, hat der Ingraban Ewald Verlag bei der Hethke Variante die damals bei Hethke erschienenen Hefte 297–324 ignoriert und lässt das neue Laban Abenteuer aus dem Handlungsstrang raus.
Gezeichnet werden die neuen Sigurd Abenteuer von Angel B.Mitkov und von Rolf Schumann koloriert.
Weitere Großbband - Veröffentlichungen:
1979 startete der Norbert Hethke Verlag mit längeren Unterbrechungen die Faksimile Ausgabe der 33 Lehning Piccolo Sonderbände. In dieser Reihe erschienen die Nummern 2, 8, 15, 18, 22 und 27 als Sigurd Einzelabenteuer.
Im Jahr 1989 wurde die Lehning Großband Serie "Bild Abenteuer" in 17 gebundenen Büchern, die jeweils drei Hefte enthielten, nachgedruckt. Die Serie Bild Abenteuer beinhaltete insgesamt neun Sigurd Abenteuer.
Nach Veröffentlichung der 33 Piccolo Sonderbände führte Norbert Hethke diese Reihe ab der Nummer 34 bis einschließlich zur Nummer 75 fort. Hier wurden unter anderem die restlichen 7 Bild Abenteuer als Piccolo-Sonderband veröffentlicht. Als weiteres neues Heft der Reihe wurde das 1982 erstmals erschienene Abenteuer "Ein schlechter Verlierer" veröffentlicht.

### Peter Hopf Verlag
Im Peter Hopf Verlag erscheinen Roman-Adaptionen der Hansrudi-Wäscher-Serien. Es sind bislang zwei Sigurd-Romanreihen erschienen. Die erste erzählt die erste Sigurd-Piccolo-Serie nach. Bislang sind drei Bände erschienen. Inhaltlich umfasst das die Piccolos bis Band 54. Die zweite Reihe ist mit fünf Bänden abgeschlossen. Inhaltlich umfassen die Romane das Laban-Abenteuer aus den Sigurd-Großbänden, dies entspricht den Nummer 133–201.
Von jedem Band existiert eine auf 99 Exemplare nummerierte Ausgabe. Während die Titelillustration bei der regulären Ausgabe in Sepia-Farbtönen gehalten ist, sind die Titelbilder der limitierten Ausgabe vierfarbig.
Die ersten 100 Piccolos der dritten Sigurd-Piccolo-Serie erscheinen ebenfalls im Peter Hopf Verlag als ePiccolos.

## Gimmicks
Für das Jahr 1986 wurde ein Monatswandkalender gefertigt und verkauft. Die Motive auf den einzelnen Monatsseiten waren ein Teil der neuen Titelbilder der Hethke Sigurd Grossband Buchausgabe.
Während des Hypes um Trading Cards erschienen ab 1994 zwei Sigurd Trading Card Serien mit jeweils 90 Karten (und natürlich den dazugehörigen Sammelalben). Die erste war "Wetterleuchten über Burg Falkenfels" betitelt und war die Umsetzung der Geschichte aus "Harry", die zweite Serie hieß "Das große Abenteuer" und bestand aus Piccolo Titelbildern.
Ab 1992 verlegte der Norbert Hethke Verlag Telefonkarten mit Hansrudi Wäscher Motiven, darunter zahlreiche Sigurd Karten. Zu den einzelnen Telefonkartenserien erschienen Begleithefte, die die Rahmengeschichte der Telefonkartenbilder erzählten. Für Sigurd erschienen die beiden Hefte "Die Rückkehr" und "Eine teuflische Intrige".Die Hefte erzählten die Handlung in Romanform, die Hefte waren von Hansrudi Wäscher illustriert worden. Von jeder Geschichte gab es zwei Versionen, die erste wurde kostenlos an die Abonnenten der Telefonkarten verteilt, die zweite Version konnte käuflich erworben werden.
Als "Bonbon" für die Besucher der Kölner Comic Messe erhielten die Besucher mit ihrer Eintrittskarte häufiger kleine Geschenke, häufig waren dies auch Comics.
Bei der Messe im Mai 1991 erhielten die Besuchen eine Replik der Sigurd Anstecknadel, die schon vom Lehning Verlag für die Mitglieder des Sigurd Clubs oder aber für vollgeklebte Sammelausweise ausgegeben wurde.
Darüber hinaus gibt es eine Vielzahl kostenlos mit der Sprechblase verteilte Gimmicks, unter anderem verschiedene Postkarten mit Wäscher Motiven, darunter natürlich auch neue Sigurd Motive.
Unter dem Titel "Wild Abenteuer - Schlawigurd - Tödliche Triebe" erschien eine erotische Parodie.